# Saint-Germain-de-Marencennes
Saint-Germain-de-Marencennes era una comuna francesa situada en el departamento de Charente Marítimo, de la región de Nueva Aquitania, que el 1 de marzo de 2018 pasó a ser una comuna delegada de la comuna nueva de Saint-Pierre-la-Noue al fusionarse con la comuna de Péré.

## Demografía
| Gráfica de evolución demográfica de Saint-Germain-de-Marencennes entre 1800 y 2015 |
|                                                                                    |

Los datos demográficos contemplados en este gráfico de la comuna de Saint-Germain-de-Marencennes se han cogido de 1800 a 1999 de la página francesa EHESS/Cassini, y los demás datos de la página del INSEE.